# أندي موراي
أندي موراي (بالإنجليزية: Andy Murray)‏ هو لاعب كرة مضرب اسكتلندي سابق، ولد في 15 مايو 1987 في اسكتلندا، احترف لعب كرة المضرب عام 2005، حقق أعلى تصنيف عالمي له في 17 أغسطس 2009 بالمركز الثاني عالمياً لكرة المضرب. وفاز ببطولتي غراند سلام في أمريكا المفتوحة 2012 وبطولة ويمبلدون 2013. كما وصل لنهائي بطولة أستراليا المفتوحة للتنس 5 مرات.
حصل على الميدالية الذهبية في أولمبياد لندن 2012 والذهبية في أولمبياد ريو دي جانيرو بمنافسات فردي الرجال، والميدالية الفضية بمنافسات الزوجي المُختلط.

## مسيرته

### بدايته
ولد أندي موراي في 15 مايو 1987 في جلاسجو في اسكتلندا, شارك في فريق التنس للصغار عندما كان عمره بين 11 و13 في نادي متخصص في مدينة إدنبرة، انتقل إلى برشلونة في إسبانيا وانتسب لإحدى المدارس هناك وتدرب لكرة المضرب هناك، فاز ببطولة الولايات المتحدة الأمريكية المفتوحة للناشئين عام 2004، أنهى دراسته في 2005.

### 2005
احترف أندي موراي التنس في عام 2005، وكانت أول مشاركة له في بطولة بارليتا بإيطاليا، وثم شارك ببطولة (إيطاليا f8) واستطاع موراي بلوغ الدور القبل النهائي. شارك بعدة بطولات بعدها منها بطولة لندن/كوينز كلوب ووصل للدور الـ 16 لكنه خسر على يد السويسري جونسون توماس . شارك بعدها ببطولة ويمبلدون الكبرى وبلغ الدور الـ 32 وفاز على البلجيكي راديك ستابنيك بثلاث مجموعات، لكنه خسر على يد الأرجنتيني ديفيد نالبانديان بثلاث مجموعات لمجموعتين. شارك بعدها ببطولة (أبووس) بالولايات المتحدة الأمريكية وفاز بها، ثم شارك ببطولة (banghamton) بالولايات المتحدة وفاز بها أيضا. وختم موراي موسمه الأول ببلوغه نهائي بطولة بانكوك وخسر النهائي أمام روجيه فيدرير.

### 2006
في عام 2006 أحرز أندي موراي لقبه الأول في رابطة محترفي كرة المضرب بعد فوزه بنهائي (سان خوسيه) بالولايات المتحدة الأمريكية بعد أن فاز على الأسترالي لايتون هيويت بمجموعتين لمجموعة. وكذلك بلغ نهائي بطولة واشنطن لكنه خسره على حساب الفرنسي ارنو كليمان بمجموعتين.

### 2007
في عام 2007، افتتح موراي موسمه بالوصول إلى نهائي بطولة قطر المفتوحة ولكنه خسر أمام الكرواتي إيفان ليوبيسيتش. وفاز ببطولة (سان خوسيه) مرة أخرى بعد أن هزم الكرواتي ايفو كارلوفيتش بمجموعتين لمجموعة.

### 2008

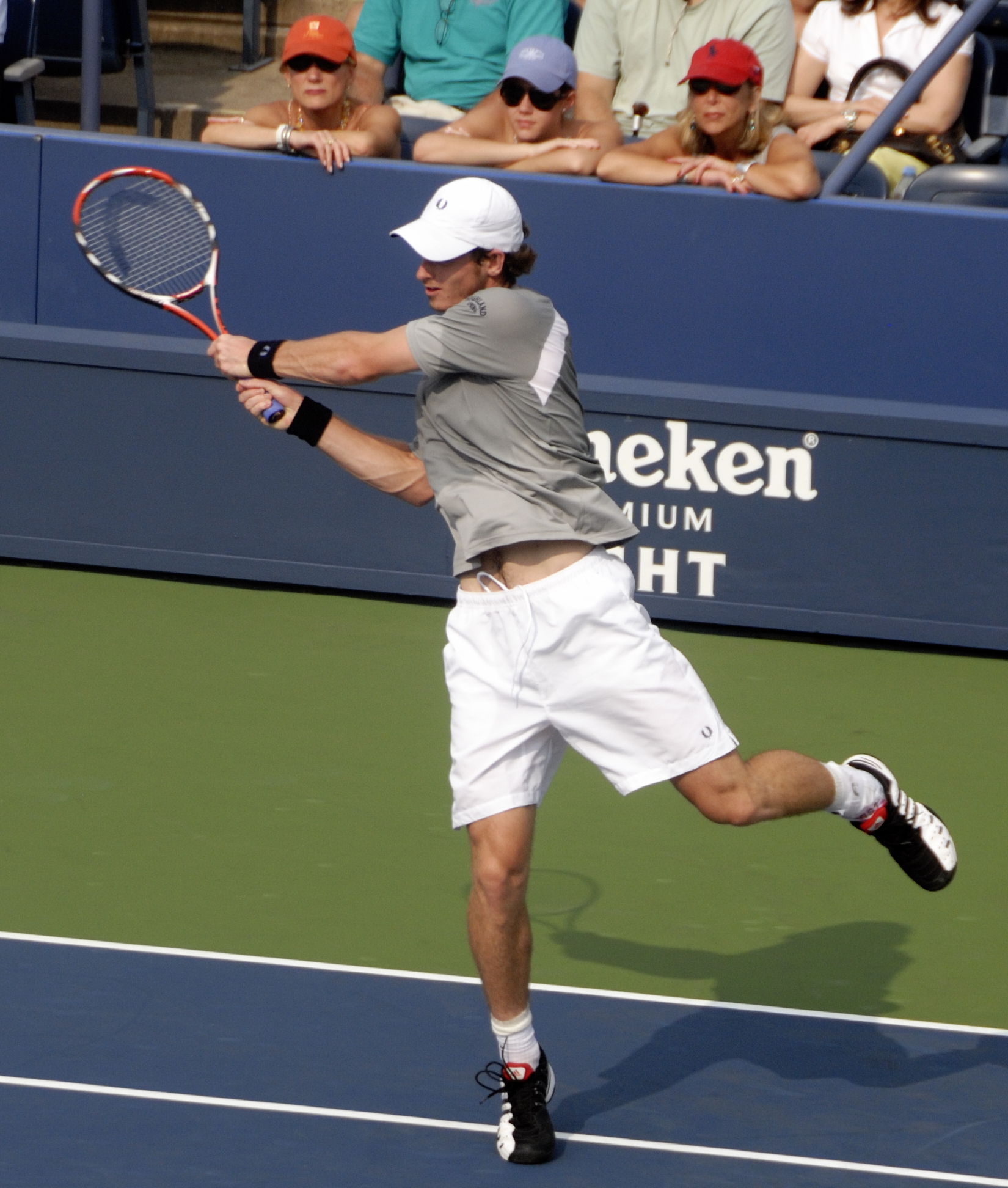
موراي في بطولة أمريكا المفتوحة

في 5 يناير 2008 فاز أندي موراي ببطولة قطر المفتوحة بعد فوزه على السويسري ستانسيلاس فافرينكا بمجموعتين لمجموعة وبلغ المركز التاسع في التصنيف العالمي للتنس في 7 يناير 2008. شارك بعدها بدورة كويونغ الأستعراضية في أستراليا وخرج من الدور الأول أمام المصنف الأول سابقا الروسي مارات زافين. شارك في بطولة أستراليا المفتوحة للتنس وخرج من الدور الأول على يد الفرنسي جو ويلفرد تسونجا. وقد استطاع في 3 مارس 2008 التغلب على المصنف الأول العالمي وحامل اللقب روجيه فيدرير بنتيجة 6-7 6-3 6-4 في بطولة دبي، بعد مباراة صعبة امتدت لقرابة الساعتين وبعدها وصل لنهائي أمريكا المفتوحة للمحترفين في 1 أكتوبر وخرج وصيف البطولة على يد روجيه فيدرر بعد هذه البطولة حصد على لقب مدريد للاساتذة.
وبعدها بإسبوع واحد تمكن من الظفر بثامن ألقابه بعد أن تغلب على الكازخستاني أندريه جولبيف في نهائي بطولة سان بطرسبرغ الروسية.
وتمكن من الوصول لنصف نهائي كأس الماسترز ولكنه خرج على يد الوصيف فيما بعد الروسي نيكولاي دافيدنكو.

### 2012
فاز أندى موراى بالميدالية الذهبية في اولمبياد لندن 2012 بعد هزيمة اللاعب السويسرى روجر فيدرير في النهائي
وفاز علي المصنف الأول نوفاك دجوكوفيتش في نهائي أمريكا المفتوحة ليحرز اللقب لأول مرة

### 2013
فاز اندي موري ببطولة ويمبلدون وأصبح أول بريطاني يفوز بلقب فردي الرجال في ويمبلدون منذ فريد بيري قبل 77 عاما

## وصلات خارجية
- أندي موراي على موقع رابطة محترفي التنس (الإنجليزية)
- أندي موراي على موقع الاتحاد الدولي لكرة المضرب (الإنجليزية)
- أندي موراي على موقع كأس ديفيز (الإنجليزية)
- أندي موراي على موقع بطولة ويمبلدون (الإنجليزية)
- أندي موراي على موقع خلاصة التنس.كوم (الإنجليزية)
- أندي موراي على موقع إي إس بي إن.كوم (الإنجليزية)
- أندي موراي على موقع اللجنة الأولمبية الدولية (الإنجليزية)
- أندي موراي على موقع أوليمبيديا (الإنجليزية)
- أندي موراي على موقع اللجنة الأولمبية البريطانية (الإنجليزية)
- أندي موراي على موقع AS.com (الإسبانية)
- الموقع الرسمي للاعب أندي موراي
- موقع رابطة المعجبين
- صفحة اللاعب في موقع رابطة محترفي كرة المضرب.